# Албан (Изер)
Албан (фр. Albenc) насеље је и општина у источној Француској у региону Рона-Алпи, у департману Изер која припада префектури Гренобл.
По подацима из 2011. године у општини је живело 1.098 становника, а густина насељености је износила 111,36 становника/km². Општина се простире на површини од 9,86 km². Налази се на средњој надморској висини од 249 метара (максималној 415 m, а минималној 170 m).

## Демографија
| 1962. | 1968. | 1975. | 1982. | 1990. | 1999. | 2011. |
| ----- | ----- | ----- | ----- | ----- | ----- | ----- |
| 679   | 705   | 653   | 751   | 895   | 991   | 1.098 |

График промене броја становника у току последњих година